# Sebastià Alzamora i Martín
Sebastià Alzamora i Martín (* 6. března 1972 Llucmajor, Mallorka) je mallorský spisovatel, literární kritik a kulturní manažer. Sám se prohlásil členem poetické skupiny s názvem Imparables.

## Životopis
Absolvoval katalánskou filologii na univerzitě Baleárských ostrovů a pracoval pro Avui a Ara. Od prosince 2007 je redaktorem Cultura.
V roce 2011 získal Premi Sant Jordi de novel·la za Crim de sang.

## Dílo
- Apoteosi del cercle 1997
- L'extinció 1999
- Mula morta 2001
- Sara i Jeremies 2002
- El benestar 2003
- La pell i la princesa 2005
- La part visible 2009
- Crim de sang 2011
- Dos amics de vint anys 2013